# Cookeilanden op de Olympische Jeugdzomerspelen 2010
De Cookeilanden namen deel aan de Olympische Jeugdzomerspelen 2010 in Singapore, de eerste editie van de Olympische Jeugdspelen.

## Deelnemers en resultaten
(m) = mannen, (v) = vrouwen 

### Handbal
| Olympiër | Discipline | Resultaat | Prestatie                                                                           |
| --- | ---------- | --------- | ----------------------------------------------------------------------------------- |
| Reed Akapi Cowan Munokoa Elikana Neilsen Turoa Kamana Peter Kermode Tapi Mataora Terence Munro Mana Ngaau Te Koyo Tai Nimeti Gerald Piho Cruz Robati Tangimentua Tangimentua Volunteer Tokorangi Aurand Tou Peter Tuaratini | jongens    | 6e        | groep A 4-58 Frankrijk 4-70 Zuid-Korea 5e/6e plaats 20-27 Singapore 18-32 Singapore |

### Zeilen
| Olympiër            | Discipline | Resultaat | Prestatie                                                      |
| ------------------- | ---------- | --------- | -------------------------------------------------------------- |
| Aguila Tatira       | dinghy (m) | 24e       | 204 punten (259-55) (23-23-13-27-26-22-19-15-28-23-15-25)      |
| Teau Moana McKenzie | dinghy (v) | 31e       | 280 punten (343-63) (25-30-29-30-26-33 (dq)-29-28-29-28-27-29) |

### Zwemmen
| Olympiër      | Discipline    | Resultaat | Prestatie              |
| ------------- | ------------- | --------- | ---------------------- |
| Aaron Brown   | 50 m vrij (m) | 36e       | 1R serie 2: 26,70 (2e) |
|               |               |           |                        |
| Celeste Brown | 50 m vrij (v) | 43e       | 1R serie 3: 29,40 (3e) |

Afghanistan · Albanië · Algerije · Amerikaanse Maagdeneilanden · Amerikaans-Samoa · Andorra · Angola · Antigua en Barbuda · Argentinië · Armenië · Aruba · Australië · Azerbeidzjan · Bahama's · Bahrein · Bangladesh · Barbados · België · Belize · Benin · Bermuda · Bhutan · Bolivia · Bosnië en Herzegovina · Botswana · Brazilië · Britse Maagdeneilanden · Brunei · Bulgarije · Burkina Faso · Burundi · Cambodja · Canada · Centraal-Afrikaanse Republiek · Chili · China · Chinees Taipei · Colombia · Comoren · Congo-Brazzaville · Congo-Kinshasa · Cookeilanden · Costa Rica · Cuba · Cyprus · Denemarken · Djibouti · Dominica · Dominicaanse Republiek · Duitsland · Ecuador · Egypte · El Salvador · Equatoriaal-Guinea · Eritrea · Estland · Ethiopië · Fiji · Filipijnen · Finland · Frankrijk · Gabon · Gambia · Georgië · Ghana · Grenada · Griekenland · Groot-Brittannië · Guam · Guatemala · Guinee · Guinee‑Bissau · Guyana · Haïti · Honduras · Hongarije · Hongkong · Ierland · IJsland · India · Indonesië · Irak · Iran · Israël · Italië · Ivoorkust · Jamaica · Japan · Jemen · Jordanië · Kaaimaneilanden · Kaapverdië · Kameroen · Kazachstan · Kenia · Kirgizië · Kiribati · Koeweit · Kroatië · Laos · Lesotho · Letland · Libanon · Liberia · Libië · Liechtenstein · Litouwen · Luxemburg · Macedonië · Madagaskar · Malawi · Malediven · Maleisië · Mali · Malta · Marshalleilanden · Marokko · Mauritanië · Mauritius · Mexico · Micronesië · Moldavië · Monaco · Mongolië · Montenegro · Mozambique · Myanmar · Namibië · Nauru · Nederland · Nederlandse Antillen · Nepal · Nicaragua · Nieuw-Zeeland · Niger · Nigeria · Noord-Korea · Noorwegen · Oeganda · Oekraïne · Oezbekistan · Oman · Oostenrijk · Oost‑Timor · Pakistan · Palau · Palestina · Panama · Papoea-Nieuw-Guinea · Paraguay · Peru · Polen · Portugal · Puerto Rico · Qatar · Roemenië · Rusland · Rwanda · Saint Kitts en Nevis · Saint Lucia · Saint Vincent en Grenadines · Salomonseilanden · Samoa · San Marino · Sao Tomé en Principe · Saoedi-Arabië · Senegal · Servië · Seychellen · Sierra Leone · Singapore · Slovenië · Slowakije · Soedan · Somalië · Spanje · Sri Lanka · Suriname · Swaziland · Syrië · Tadzjikistan · Tanzania · Thailand · Togo · Tonga · Trinidad en Tobago · Tsjaad · Tsjechië · Tunesië · Turkije · Turkmenistan · Tuvalu · Uruguay · Vanuatu · Venezuela · Verenigde Arabische Emiraten · Verenigde Staten · Vietnam · Wit-Rusland · Zambia · Zimbabwe · Zuid-Afrika · Zuid-Korea · Zweden · Zwitserland